# Padrones de Bureba
Padrones de Bureba település Spanyolországban, Burgos tartományban.  Lakosainak száma 60 fő (2024).

## Népesség
A település népessége az utóbbi években az alábbiak szerint változott:
| Lakosok száma | 67   | 59   | 49   | 45   | 58   | 51   | 52   | 50   | 45   | 60   |
|               | 2001 | 2004 | 2006 | 2009 | 2011 | 2014 | 2016 | 2019 | 2021 | 2024 |